# Yahekou Shuiku
Yahekou Shuiku är en reservoar i Kina. Den ligger i provinsen Henan, i den centrala delen av landet, omkring 190 kilometer sydväst om provinshuvudstaden Zhengzhou. Yahekou Shuiku ligger 168 meter över havet. Arean är 41 kvadratkilometer. Trakten runt Yahekou Shuiku består till största delen av jordbruksmark. Den sträcker sig 11,7 kilometer i nord-sydlig riktning, och 15,2 kilometer i öst-västlig riktning.
Genomsnittlig årsnederbörd är 919 millimeter. Den regnigaste månaden är augusti, med i genomsnitt 169 mm nederbörd, och den torraste är januari, med 5 mm nederbörd.